# Bức màn vô thức
Bức màn vô thức (tiếng Anh: veil of ignorance bức màn của sự thiếu thông tin) cùng với vị trí đầu tiên, là một lý thuyết được phát triển bởi John Rawls trong cuốn A Theory of Justice nhằm xác định tính đạo đức của một vấn đề nhất định (ví dụ, chế độ nô lệ) dựa trên các thí nghiệm tưởng tượng sau: Các bên ở vị trí đầu tiên không biết gì về những khả năng đặc biệt, thị hiếu và vị trí của họ trong trật tự xã hội. Khi họ được lựa chọn nguyên tắc phân quyền, vị trí, và các nguồn lực trong xã hội mà họ sẽ sống, bức màn vô thức ngăn không cho họ biết về những người mà họ sẽ trở thành trong xã hội đó.
Bức màn vô thức là một phần của một phương pháp tư duy lâu đời có liên quan đến khế ước xã hội. Các tác phẩm của Immanuel Kant, Thomas Hobbes, John Locke, Jean Jacques Rousseau, và Thomas Jefferson đã từng đưa ra những ví dụ về khái niệm này. Người đầu tiên đặt tên cho nó là John Rawls.